# Iglesia de San Miguel (Ahín)
La iglesia parroquial de San Miguel de Ahín, es un lugar de culto católico, datado del siglo XVIII, catalogado como Bien de Relevancia Local, según la Disposición Adicional Quinta de la Ley 5/2007, de 9 de febrero, de la Generalitat, de modificación de la Ley 4/1998, de 11 de junio, del Patrimonio Cultural Valenciano (DOCV Núm. 5.449 / 13/02/2007), con código de identificación: 12.06.002-004, y tipología: Edificio religioso- Iglesia.

## Localización

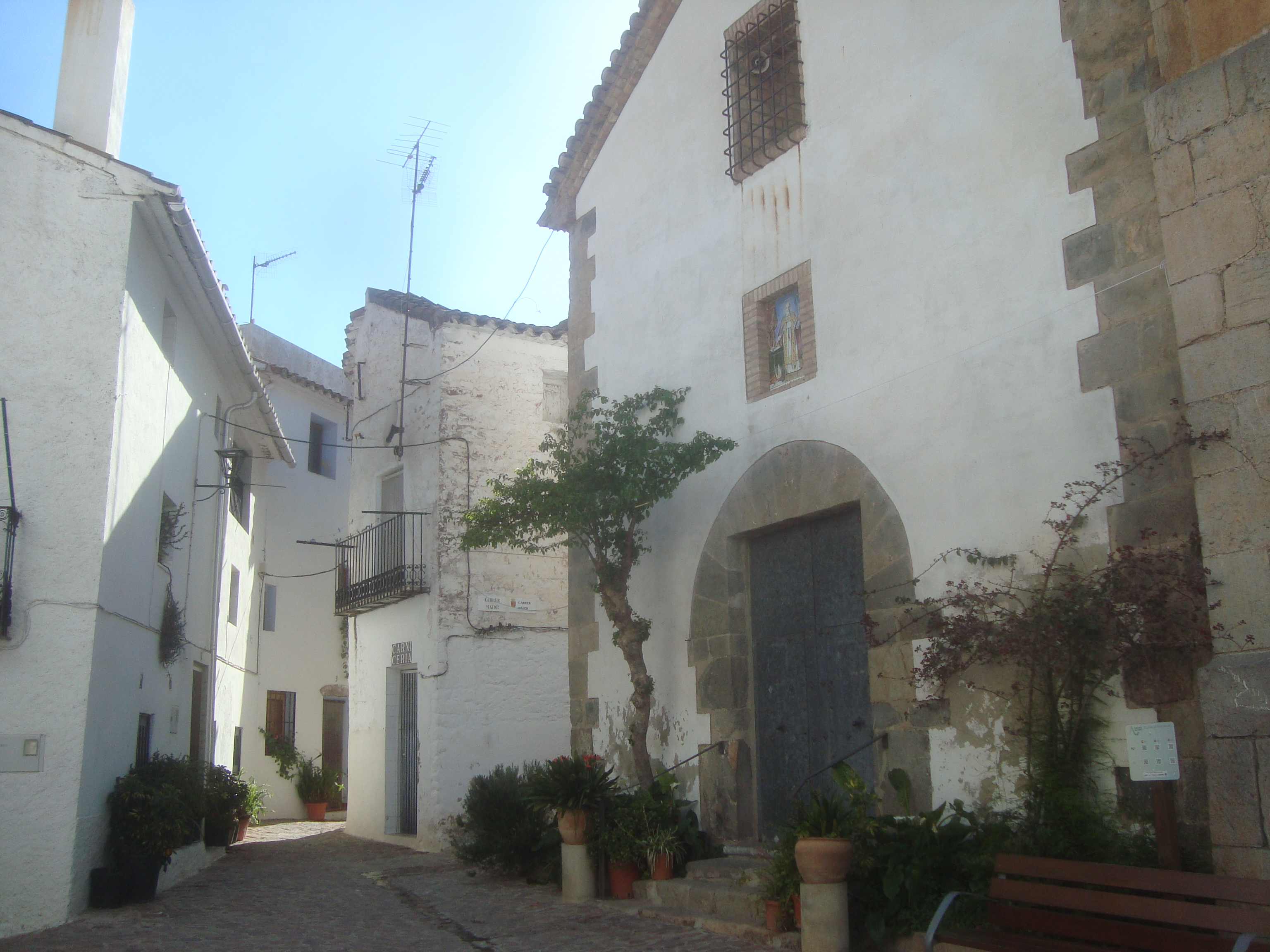
Iglesia

La iglesia parroquial se sitúa en pleno núcleo poblacional, sobre el montículo en el que se ubica Ahín, en la Plaza Gimeno Barón, 1.

## Descripción
El actual templo se eleva en el mismo sitio donde se encontraba la antigua mezquita de época árabe, y a su alrededor se expandió el resto de la población.
Se trata de un sencillo edificio de nave única y capillas laterales, con columnas corintias y cubierta interior en forma de bóveda de cañón.
Su fachada está encalada y en ella destaca el retablo cerámico de San Ambrosio que se puede contemplar en el frontis de la iglesia, dentro de un nicho superficial, situado e unos cinco metros sobre el dintel de la puerta de acceso al templo.

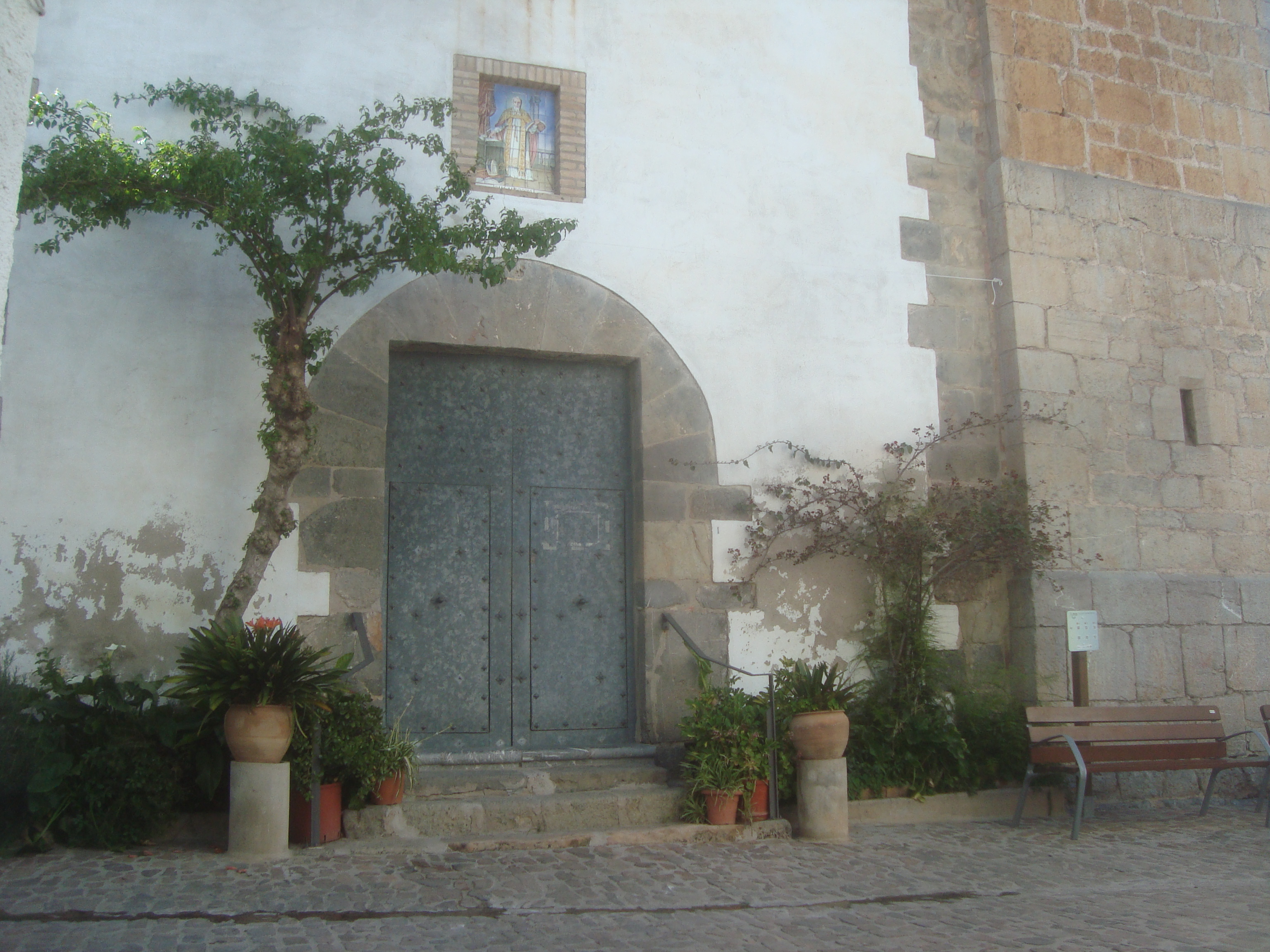
Portada de la Iglesia Parroquial de San Miguel de Aín (España).

También destaca su torre campanario fabricada con bloques de sillería. En su interior hay que destacar el lienzo de San Ambrosio del siglo XIX.

## Referencias

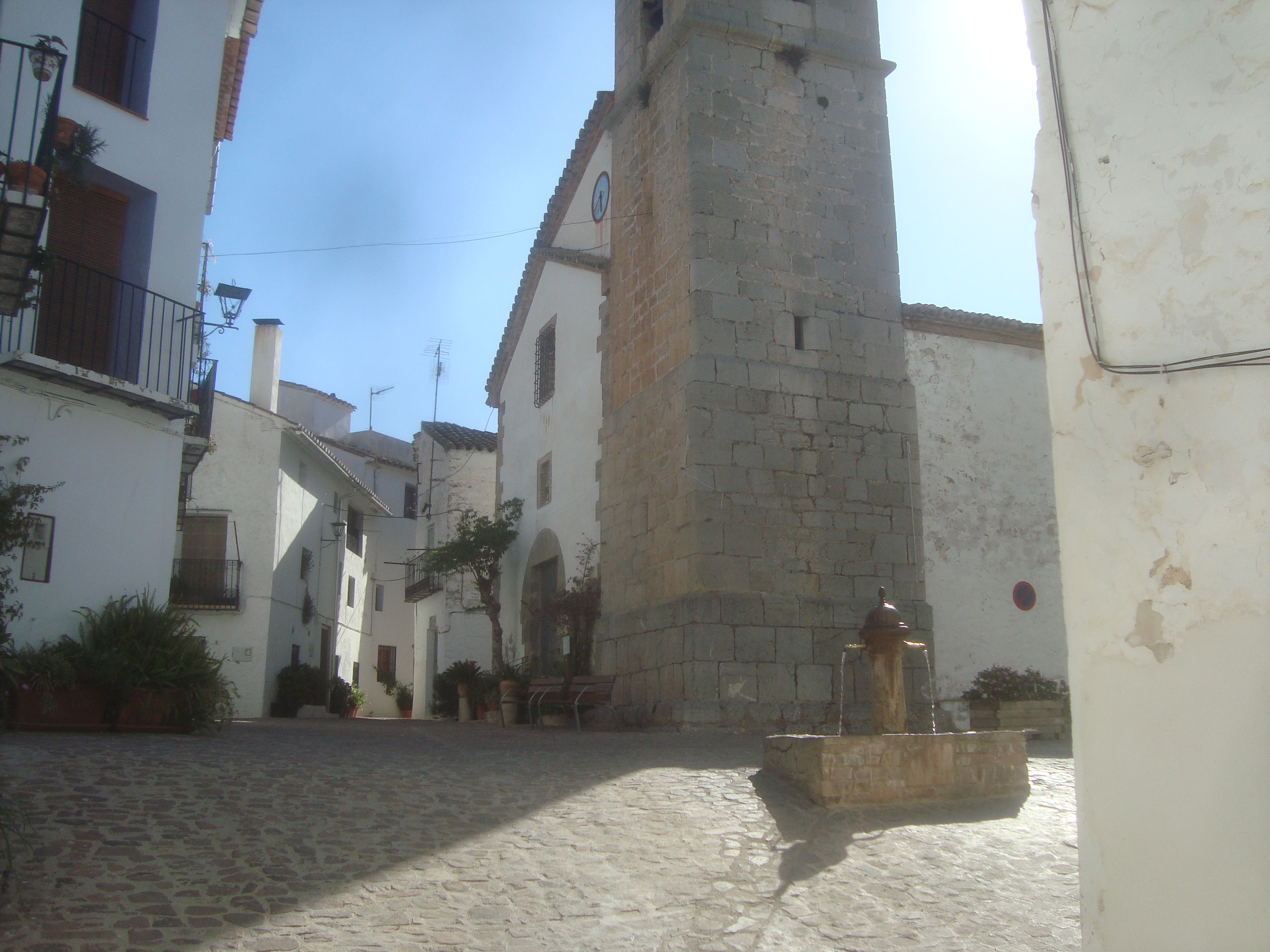
Iglesia Parroquial de San Miguel de Aín-Ahín (Castellón).